# اوسوگبو
اوسوگبو (به لاتین: Osogbo) یک شهر در نیجریه است که در ایالت اوسون واقع شده‌است.

## خصوصیات
اوسوگبو ۴۷ کیلومترمربع مساحت و ۱۵۶٬۶۹۴ نفر جمعیت دارد.